# École nationale de l'aviation civile
La École nationale de l'aviation civile o ENAC es la Escuela Nacional de la Aviación Civil francesa. Fue creada en 1948 en Orly, al sur de París, Francia, pero en 1968 fue trasladada a su actual ubicación en Toulouse, Francia. El objetivo de la ENAC es proporcionar formación inicial a diversos protagonistas de la aviación civil tales como ingenieros, pilotos o controladores aéreos. 
ENAC forma parte de: PEGASUS, CGE, GEA (agrupación de escuelas aeronáuticas), CDEFI, Toulouse Tech, France AEROTECH y Aerospace Valley.
La universidad tiene una fundación científica.

## Formaciones Iniciales
Existen 6 tipos:
- EPL (Alumno Piloto de Línea)
- IENAC (Ingeniero ENAC)
- IESSA (Ingeniero Electrónico de los Sistemas de la Seguridad Aérea)
- ICNA (Ingeniero del Control de la Navegación Aérea)
- TSA (Técnico Superior de la Aviación)
- TAE (Técnico Aeronáutico de Explotación)

La duración, número de plazas y condiciones de ingreso varían según cada tipo de formación inicial:

| Formación | Duración | Plazas | Condiciones de ingreso |
| --------- | -------- | ------ | ---------------------- |
| EPL       | 18 meses | 45     | bachillerato + 1       |
| IENAC     | 3 años   | 110    | bachillerato + 2       |
| IESSA     | 3 años   | 50     | bachillerato + 2       |
| ICNA      | 3 años   | 200    | bachillerato + 2       |
| TSA       | 18 meses | 70     | bachillerato           |
| TAE       | 7 meses  | 30     | bachillerato           |

Las formaciones iniciales pueden comportar igualmente la formación de Ingeniero de Caminos, Canales y Puertos especialidad en Aviación Civil y se pueden obtener por oposición, expediente o contratación. Además la ENAC ofrece programas de formación continua en el campo aeronáutico y una serie de Másteres Especializados.

## Graduados
Los graduados están representados por la Asociación de los alumnos de la École nationale de l'aviation civile. Jean-Baptiste Djebbari se graduó de la clase de 2005.

## Famoso profesor
- Frantz Yvelin, CEO de Aigle Azur.[5]